# 기오
기오(其午, ? ~ 기원전 114년) 또는 변오(卞午)는 전한 중기의 제후로, 개국공신 기석의 손자이다.

## 생애
경제 중4년(기원전 146년), 아버지 기안국의 뒤를 이어 양하후(陽河侯)에 봉해졌다.
양하후 오 33년(기원전 114년)에 죽었고, 작위가 단절되었다. 이듬해에 기장이 비산후(埤山侯)에 봉해짐으로써 가문을 이었다.

## 출전
- 사마천, 《사기》 권18 고조공신후자연표
- 반고, 《한서》 권16 고혜고후문공신표